# Forges de l'Adour
Les Forges de l'Adour est la raison sociale d'une ancienne société sidérurgique française implantée sur les communes de Boucau, dans les Pyrénées-Atlantiques, et de Tarnos, dans les Landes, fondée en 1881 et fermée en 1965.

## Présentation
Une activité sidérurgique apparaît dans le département français des Landes, d'abord à une échelle artisanale, avant d'entamer, dès la seconde moitié du XVIIIe siècle, un virage industriel sous l'impulsion de maîtres de forges. Elle alimente les besoins grandissants en fer et en fonte de l'économie locale et nationale pendant la Révolution industrielle pour atteindre un pic de production au milieu du XIXe siècle.
En 1881, la société des Forges de l'Adour s'installe à Tarnos et au Boucau et débute sa production après deux ans de travaux. Contrairement aux autres sites des Landes, elle n'exploite pas de ressource locale : le charbon est importé d'Angleterre et le minerai, d'Espagne. Cette nouvelle société profite pour cela de la proximité du port de Bayonne, dont les accès maritimes ont été améliorés, et de celle du chemin de fer pour expédier sa production. Elle emploie jusqu'à 2 000 personnes, exploitant des hauts fourneaux au coke et des fours Bessemer. La trop forte concurrence qu'elle exerce localement, conjuguée à celle de la métallurgie lorraine à l'échelle nationale, aura raison des petits sites industriels des Landes, qui commencent à péricliter tour à tour à partir de ces années-là. Les ouvriers quittent peu à peu les petites forges rurales pour aller travailler à Tarnos. Devenues anachroniques, les Forges de l'Adour ferment à leur tour le 5 juillet 1965. La forge d'Uza, qui était la première à ouvrir en 1859, réussit à maintenir son activité jusqu'en 1981 avant de fermer et clore avec elle l'histoire de l'industrie métallurgique dans les Landes.

### Historique
En 1881, le directeur de la Compagnie des Hauts Fourneaux, Forges et Aciéries de la Marine et des Chemins de fer, Claudius Magnin, achète quatre cents hectares de forêt pour y construire le complexe sidérurgique des Forges de l’Adour, qui devient la plus importante entreprise sidérurgique régionale.
En 1883, après deux années de travaux, le premier haut fourneau commence la production de fonte, de rails et accessoires ferroviaires, d’aciers laminés et de combustible. Les chantiers s’étendent sur 26 hectares, limités d’un côté par l’Adour, de l’autre par une forêt de pins appartenant à la Compagnie. Le choix du site tient à la facilité de l’approvisionnement, grâce à la combinaison de la voie maritime, de la voie de chemin de fer et de la proximité de l’Espagne, productrice de minerais de fer. Cette situation géographique permet à l’usine de mettre en place des échanges maritimes internationaux intenses pour l'importation de charbon anglais et gallois ainsi qu’avec Bilbao (pour les minerais de fer basques). Les poteaux de mine en pin des Landes constituent le fret retour. Les Forges maintiennent également leur activité commerciale grâce à la desserte ferroviaire, reliée à la ligne de Bordeaux-Saint-Jean à Irun.
L’usine des Forges de l'Adour, qui représente entre 700 000  et   1 300 000 tonnes du trafic portuaire de l’Adour, compte entre mille cinq cents et deux mille employés (ouvriers, employés, cadres et ingénieurs), originaires des Landes, du Pays basque, Saint-Chamond, Moyeuvre ou Homécourt. Le complexe sidérurgique, unique dans le Sud-Ouest français, devient une véritable cité dans la ville. La renommée est telle qu’en 1891, le Président de la République française, Sadi Carnot, visite le site. Les Forges se maintiennent à la tête du marché national jusque dans les années 1920. Des cités ouvrières se constituent, prenant modèle sur les corons, dominées par un château directorial. 
Lors de la Première Guerre mondiale, l’usine sidérurgique déploie un effort maximum afin de soutenir le pays. Les représailles se manifestent par une canonnade du site des Forges par un sous-marin allemand, en février 1917. Les luttes sociales cimentent l'idée ouvrière et constitue le terreau à l'implantation du parti communiste dès le lendemain de la Première Guerre mondiale.
L’entre-deux-guerres marque le début de la récession aux Forges, qui perdent progressivement le marché de la sidérurgie. Une concurrence trop forte oblige la Compagnie à trouver de nouveaux débouchés. D’année en année, la Société décline jusqu’à présenter un bilan déficitaire. Les journalistes de l’époque parlent « d’un anachronisme sidérurgique », et, le 5 juillet 1965, la fermeture des Forges est définitivement prononcée.
La Compagnie cède au département des Landes environ 50 hectares de son patrimoine et l'église Notre-Dame des Forges est vendue à l’association diocésaine de Dax. Dans les années 1990, une nouvelle activité sidérurgique sur fond de capitaux espagnols réinvestit les lieux.